# Pachynectes mendax
Pachynectes mendax är en skalbaggsart som beskrevs av Guignot 1960. Pachynectes mendax ingår i släktet Pachynectes och familjen dykare. Inga underarter finns listade i Catalogue of Life.